# Din Radio 8600
Din Radio 8600 var en lokal radiostation i Silkeborg. 
Den lukkede i starten af november 2016, hvor efter frekvensen 103,8 FM spiller en non-stop udgave af det landsdækkende Din Radio-koncept.
Din Radio i Silkeborg sendte sin første udsendelse den 1. juni 2014 fra studiet på Vestergade i midten af byen. Allerede efter et enkelt år i luften flyttede de den 1. juni 2015 til større lokaler på Østergade 13. 
Din Radio 8600 blev stiftet og bliver drevet af de folk, der i efteråret 2013 blev fyret fra Radio 1 (det tidligere Radio Silkeborg), da denne radiostation fik en format-skift.
Sidenhen er Radio Silkeborg kommet tilbage til byen, hvor der er lokale værter på. Din Radio 8600 og Radio Silkeborg havde i løbet af 2 år en kamp i luften om byens lyttere. Din Radio måtte desværre bukke under for den lave pris, som radioreklamer blev solgt for, som gjorde det svært at for stationen til at løbe rundt. Radio Silkeborg lever i bedste velgående, da den er en del af Mediehuset Midtjyllands Avis på Papirfabrikken.

## Priser
De to morgenværter "Bo og NyhedsSøren" er en institution i Silkeborg, og de videreførte til Din Radio 8600 det morgenshow, som i Radio 1-regi to gange blev nomineret til Ekstra Bladets "Den gyldne mikrofon".[kilde mangler]
Efterfølgende er "Din morgen med Bo og NyhedsSøren" endnu en gang blevet nomineret til "Den gyldne mikrofon" og til TV 2 Zulu's "Zulu Awards" for "Danmarks bedste radioprogram".[kilde mangler]

## Værter
- Bo Linde
- Søren Rasmussen
- Lars Kethmer
- Elsemarie Jensen
- Michael Jørgensen